# Лоренцо Скуполи
Лоре́нцо Скупо́ли (итал. Lorenzo Scupoli; 1530 — 28 ноября 1610) — итальянский католический священник-театинец, философ и писатель, автор книги «Il combattimento spirituale» («Брань духовная»), изданной в русском переводе Феофана Затворника под названием «Невидимая брань».

## Биография
Настоящее имя Лоренцо Скуполи в крещении — Франческо (итал. Francesco), из его жизни известно только несколько дат. Он родился на юге Италии, в Отранто в 1530 году. Его привлекла жизнь театинцев базилики Сан Паоло Маджоре в Неаполе, он решил в 1554 году поступить в орден театинцев, основанный Каетаном Тиенским. 4 июня 1569 года он был принят и начал нести послушание с 1 января следующего года под руководством Андреа Авеллино. 25 января 1571 года Франческо принес окончательные монашеские обеты и получает при иноческом постриге новое имя Лоренцо в честь св. Лаврентия Римского.
В 1572 году, в день Пятидесятницы, он был рукоположен в иподиаконы, а в 1573 году Скуполи рукоположен в сан диакона епископом Пьяченцы. На Рождество в 1577 году он был рукоположен в сан священника в городе Пьяченца.
С мая 1578 после этого он был назначен священником в аббатство Сан Антонио в Милане. Затем, с апреля 1581 года, он был отправлен в церковь Сан Сиро в Геную, крупнейший храм в городе после собора Сан Лоренцо. В этом городе, серьезно пострадавшем от эпидемии чумы 1579 года, он принял участие в утешении больных. В 1585 году отец Лоренцо был обвинен и оклеветан в нарушений правил ордена, был арестован сроком на один год, и по его делу проведено внутреннее расследование. С мая 1588 года Скуполи служит в Венеции, а затем в Риме, где он стал известен своими проповедями, служением больным, бедным и добродетельной жизнью. Хотя Скуполи в конечном счете был оправдан по всем пунктам обвинений, признание его полной невиновности произошло лишь 29 апреля 1610 года за несколько месяцев до его смерти.
Умер Скуполи 28 ноября 1610 года в Неаполе.

## Il combattimento spirituale
Самой известной книгою Скуполи стала его книга, изданная в 1589 году в Венеции «Il combattimento spirituale» (буквально: «Бой духовный»). Издание носило анонимный характер. Лишь позднее книга была опубликована под именем автора — Лоренцо Скуполи. Книга разделена на 66 глав. Книга начинается с обращения пастыря к духовной любимой дочери: итал. «Volendo tu, figliuola in Cristo amatissima, conseguire l'altezza della perfezione e, accostandoti al tuo Dio, diventare uno stesso spirito con lui» («Желаю тебе, возлюбленная дочь во Христе, достигая высоты совершенства и приближения к Богу твоему, стать одним духом с Ним»), и далее помещены наставления и поучения для совершенства духовной жизни. В книге подробно говорится о многообразных кознях и различных лукавствах бесовских и способах нападения бесов на людей. Книга учит распознавать эти козни и определять, как и чем надо противоборствовать различным видам бесовских нападений. Начиная с XVI века, книга была многократно переиздана не только на итальянском, но и на французском, немецком, английском, испанском, португальском, латинском, хорватском, польском, армянском, арабском, греческом языках. В настоящее время известно более 600 изданий «Брани духовной».
На греческий книгу перевел Никодим Святогорец и издал её в 1796 году в Венеции, под названием «Ο Αόρατος Πόλεμος» («Невидимая брань»). Книга Никодима была адаптирована, название её было изменено, оно приобрело более восточный оттенок, и Никодим убрал имя автора, упомянув лишь о том, что книга — труд «некоего мудрого мужа».
Первый русский перевод «Брани духовной» вышел в 1787 году. На титульном листе обозначено: «Брань духовная, или Наука о совершенной победе самого себя». На российский язык перевел И. М. У. С. (что значит: «Императорского Московского Университета Студент») Иван Андреевский. Сразу после выхода книга была конфискована. Возможно, недремлющее око духовного цензора разглядело опасность католического, влияния на души православных. Не помогло и то, что Иван Самойлович Андреевский опустил имя автора книги.
В 1794 году в Москве книга вновь была напечатана под названием: «Подвиг христианина против искушений». С иностранного языка на российский перевел Лекарь и Императорского Московского Университета Прозектор Иван Андреевский. В этот раз конфискации книги не было. Возможно, внимание цензора было отвлечено тем обстоятельством, что первая глава книги изменилась до неузнаваемости, а вместо сокращения «И. М. У. С.» появилось полное научное звание автора перевода. Переведенная Иваном Андреевским «Брань духовная», как и второе её издание — «Подвиг христианина», очень быстро стала библиографической редкостью. Известный русский масон Александр Фёдорович Лабзин — Ученик Мудрости — предпринял новый перевод, с французского, книги Скуполи и издал её в 1816 году в Морской типографии Санкт-Петербурга под названием «Брань духовная, или Наука побеждать свои страсти и торжествовать над пороками», при этом в данном издании Лабзина автор книги — Лоренцо Скуполи — был указан.
В 1888 году в Москве Феофан Затворник опубликовал книгу «Невидимая брань». В предисловии к книге написано: «В подлиннике сей книги, в её заглавии, значится, что книга составлена другим лицом, некиим мудрым мужем, старец же Никодим только пересмотрел её, исправил, пополнил и обогатил примечаниями и выписками из св. отцов-подвижников. Поэтому старцу Никодиму она принадлежит больше по духу, чем по букве». На титульном листе книги обозначено: «Невидимая брань» блаженной памяти старца Никодима Агиорита (Святогорца). Имя Лоренцо Скуполи в книге Феофана Говорова ни разу не упоминалось. После революции 1917 года книгу Говорова несколько раз переиздавали в типографии находящегося в США Джорданвилльского монастыря. В СССР до перестройки книгу Скуполи не издавали ни разу.